# Persicaria glandulo-pilosa
Persicaria glandulo-pilosa är en slideväxtart som först beskrevs av De Wildeman, och fick sitt nu gällande namn av Sojak. Persicaria glandulo-pilosa ingår i släktet pilörter, och familjen slideväxter. Inga underarter finns listade i Catalogue of Life.